# Archidiocèse de Ljubljana
L'archidiocèse de Ljubljana (en latin : Archidioecesis Labacensis, en slovène : Nadškofija Ljubljana) est l'un des deux archidiocèses métropolitains de l'Église catholique en Slovénie, et se trouvant à Ljubljana. Depuis 2014, le titulaire actuel du siège est Stanislav Zore.

## Histoire
Le diocèse de Ljubljana est érigé par le 6 décembre 1461 par l'empereur Frédéric III. Son érection est confirmée par le pape Pie II le 9 septembre 1462.
Par la bulle In universa gregis Domincae curae du 8 mars 1788, le pape Pie VI élève le diocèse au rang d'archidiocèse métropolitain. Mais, par la bulle Quaedam tenebrosa caligo du 19 août 1807, le pape Pie VII le réduit au rang de diocèse exempt, relevant directement du Saint-Siège. Puis, par la bulle Insuper eminenti Apostolicae dignitatis du 27 juillet 1830, le pape Pie VIII le rend suffragant de l'archidiocèse de Gorizia.
Par la bulle Quo Christi fideles du 20 février 1932, le pape Pie XI réduit son territoire : la paroisse de Fusine in Valromana est incorporée à l'archidiocèse d'Udine ; les décanats d'Idria et de Vipacco, à l'archidiocèse de Gorizia ; et le décanat de Postumia, au diocèse de Trieste.
Par la bulle Quandoquidem du 22 décembre 1961, le pape Jean XXIII l'élève au rang d'archidiocèse. Puis, par la bulle Quisquis cum animo du 2 novembre 1968, le pape Paul VI l'élève au rang d'archidiocèse métropolitain.
Par la bulle Sacrorum Antistites du 7 avril 2006, il perd une partie de son territoire pour l'érection du diocèse de Novo Mesto. Par la même bulle, le diocèse de Maribor, jusqu'alors suffragant de l'archidiocèse de Ljubljana, est élevé au rang d'archidiocèse métropolitain.

## Territoire
L'archidiocèse est situé dans la partie centrale de la Slovénie
Le siège archiépiscopal est situé  à Ljubljana, où se trouve la cathédrale Saint-Nicolas (Stolna cerkev sv. Nikolaja). L'archidiocèse compte deux basiliques mineures : la basilique Sainte-Marie-Auxiliatrice de Brezje, également sanctuaire national, et celle de Stična.
Le territoire couvre 5 608 km², et il divisé en 222 paroisses (2023).

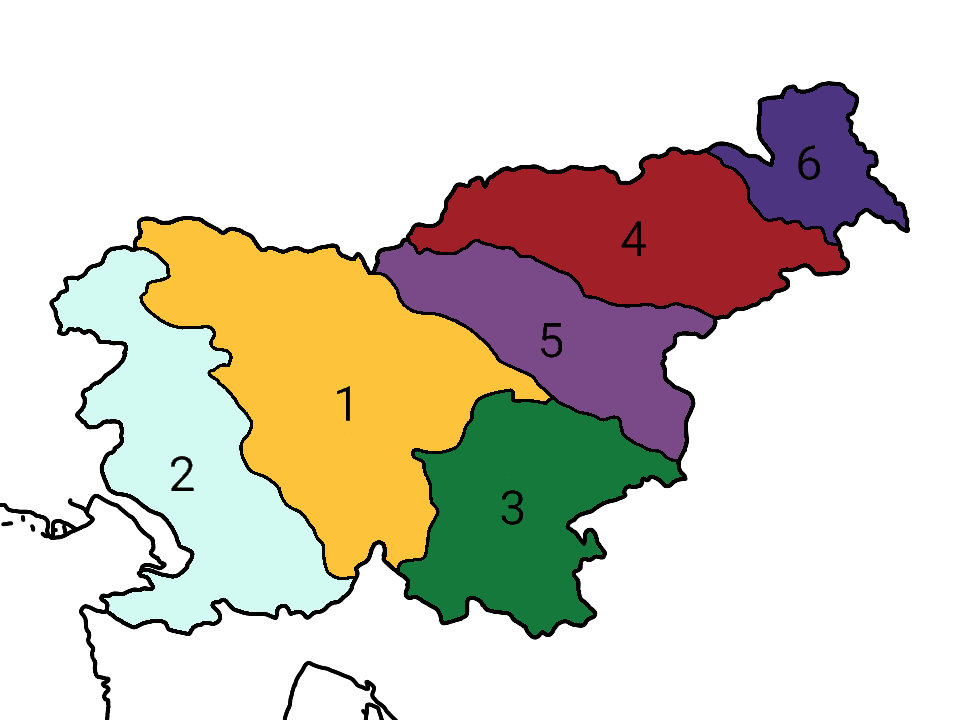
Les diocèses de Slovénie.
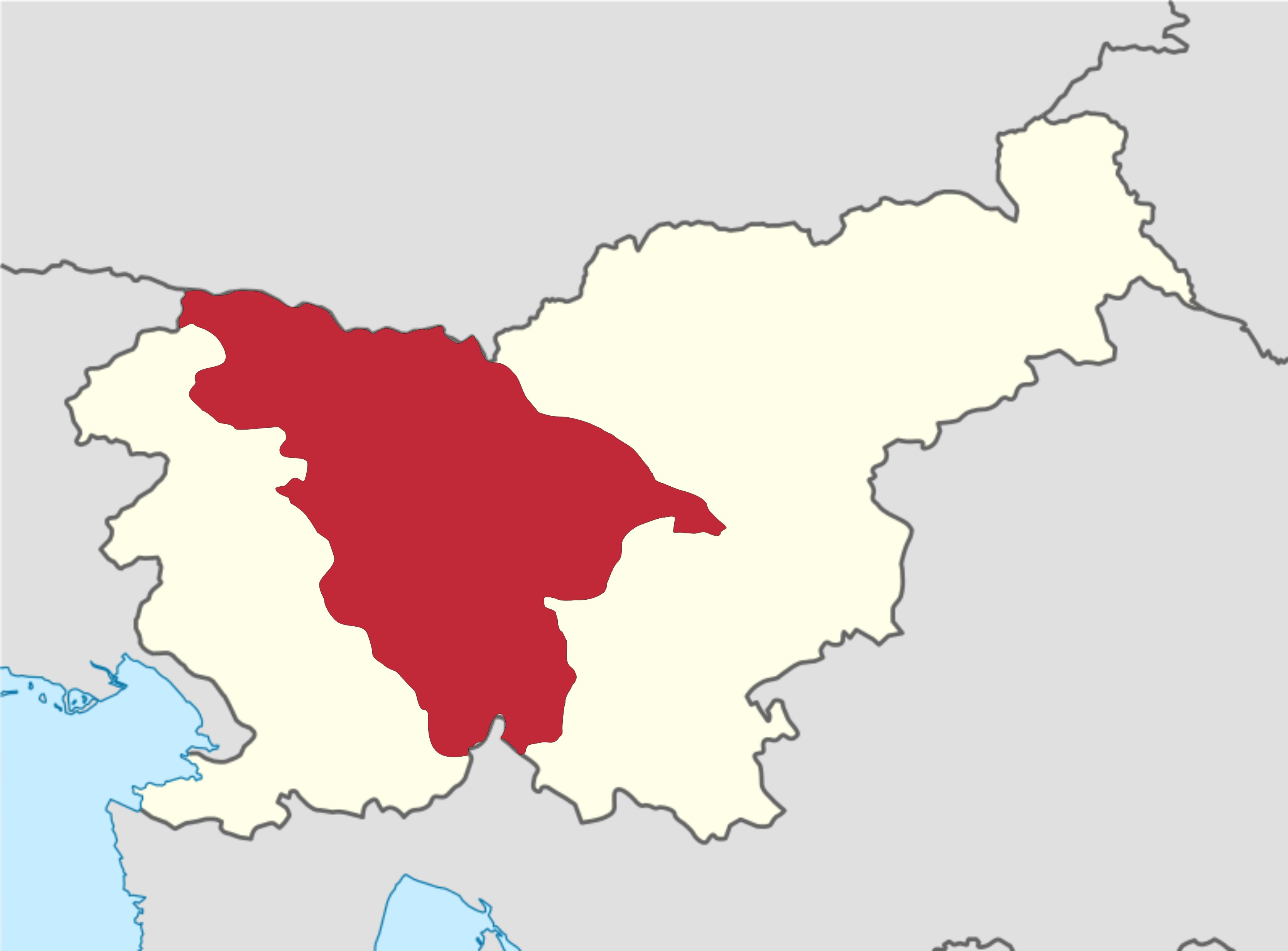
Localisation de l'archidiocèse.

## Évêques
- 1463-1488 : Sigmund Lamberg
- 1488-1536 : Krištof Ravbar
- 1536-1543 : Franc Kacijanar
- 1543-1558 : Urban Textor (Tkalec)
- 1558-1568 : Peter Seebach
- 1571-1578 : Konrad Adam Glušič
- 1579 : Baltazar Radlič
- 1580-1597 : Janez Tavčar
- 1597-1630 : Tomaž Hren
- 1630-1640 : Rinaldo Scarlichi
- 1641-1664 : Otto Friedrich von Puchheim
- 1664-1683 : Joseph Rabatta
- 1683-1701 : Sigmund von Herberstein
- 1701-1710 : Franz von Kuenburg
- 1710-1717 : Franz Karl Kaunitz
- 1718-1727 : Wilhelm von Leslie
- 1727-1742 : Sigismund von Schrattenbach
- 1875-1884 : Janez Pogačar
- 1742-1757 : Ernest Attems
- 1760-1772 : Leopold Petazzi de Castel Nuovo
- 1772-1787 : Karl Johann Herberstein
- 1787-1807 : Michel Brigido
- 1807-1814 : Anton Kavčič
- 1815-1823 : Augustin Gruber
- 1824-1859 : Anton Aloys Wolf
- 1860-1875 : Jernej Vidmar
- 1875-1884 : Janez Zlatoust Pogačar
- 1884-1898 : Jakob Missia
- 1898-1930 : Anton Bonaventura Jeglič
- 1930-1959 : Gregorij Rožman (en exil après 1945)
- 1959-1961 : Anton Vovk

## Archevêques
- 1961-1963 : Anton Vovk
- 1964-1980 : Jože Pogačnik
- 1980-1997 : Alojzij Šuštar
- 1997-2004 : Franc Rodé
- 2004-2009 : Alojz Uran
- 2009-2013 : Anton Stres
- depuis 2014 : Stanislav Zore

## annexes